# Anapaíta
La anapaíta o tamanita es un mineral de la clase 8 de los fosfatos, descubierto en 1902 en una mina de hierro asociado a mineral de siderita en la ciudad de Anapa, en la península de Taman (Rusia), de las que toma sus nombres.

## Formación y yacimientos
Se encuentra en rocas sedimentarias de ambiente lacustre, en las que puede rellenar cavidades en el interior de fósiles.

## Usos
La espectacularidad de los cristales creciendo en el interior de fósiles le hace ser un mineral muy codiciado por los coleccionistas.